# 로스 카운티 FC
로스 카운티 FC(Ross County Football Club, Ross County F.C.)는 1929년에 창단된 스코틀랜드 딩월의 축구 클럽으로, 현재 스코틀랜드 프리미어리그에서 활동하고 있다.

## 성적
- 스코틀랜드 풋볼 리그 2부 우승 1회 (2007–08)
- 스코틀랜드 풋볼 리그 3부 우승 1회 (1998–99)
- 스코틀랜드 컵 준우승 1회 (2010)
- 스코틀랜드 챌린지 컵 우승 1회 (2007), 준우승 2회 (2005, 2009)

## 선수 명단

### 현역
- 사이먼 머리(2023 ~ )
- 조던 화이트(2021 ~ )

## 역대 감독
| 감독        | 임기        |
| ----------- | ----------- |
| 오언 코일   | 2017 ~ 2018 |
| 말키 매케이 | 2021 ~      |